# Arctophila fulva
Arctophila fulva là một loài thực vật có hoa trong họ Hòa thảo. Loài này được (Trin.) Andersson mô tả khoa học đầu tiên năm 1852.